# Cophura clausa
Cophura clausa là một loài ruồi trong họ Asilidae. Cophura clausa được Coquillett miêu tả năm 1893. Loài này phân bố ở vùng Tân Bắc giới.